# Distretto di Pusht Rod
Il distretto di Pusht Rod è un distretto nella provincia di Farah, nell'Afghanistan occidentale. La popolazione, che contava 52.000 abitanti nel 2004, è prevalentemente Pashtun con una minoranza tagika.